# Çopraşık, Alaca
Çopraşık là một thị trấn thuộc huyện Alaca, tỉnh Çorum, Thổ Nhĩ Kỳ. Dân số thời điểm năm 2010 là 843 người.